# Baryplegma gilva
Baryplegma gilva är en tvåvingeart som beskrevs av Wulp 1899. Baryplegma gilva ingår i släktet Baryplegma och familjen borrflugor. Inga underarter finns listade.